# Alpenberg
Alpenberg är ett berg i Österrike. Det ligger i distriktet Vöcklabruck och förbundslandet Oberösterreich, i den centrala delen av landet. Toppen på Alpenberg är 973 meter över havet.
Närmaste samhälle är Aurach am Hongar norr om Alpenberg.
I omgivningarna runt Alpenberg växer främst skog.